# Chuck Norris
Pour les articles homonymes, voir Norris.

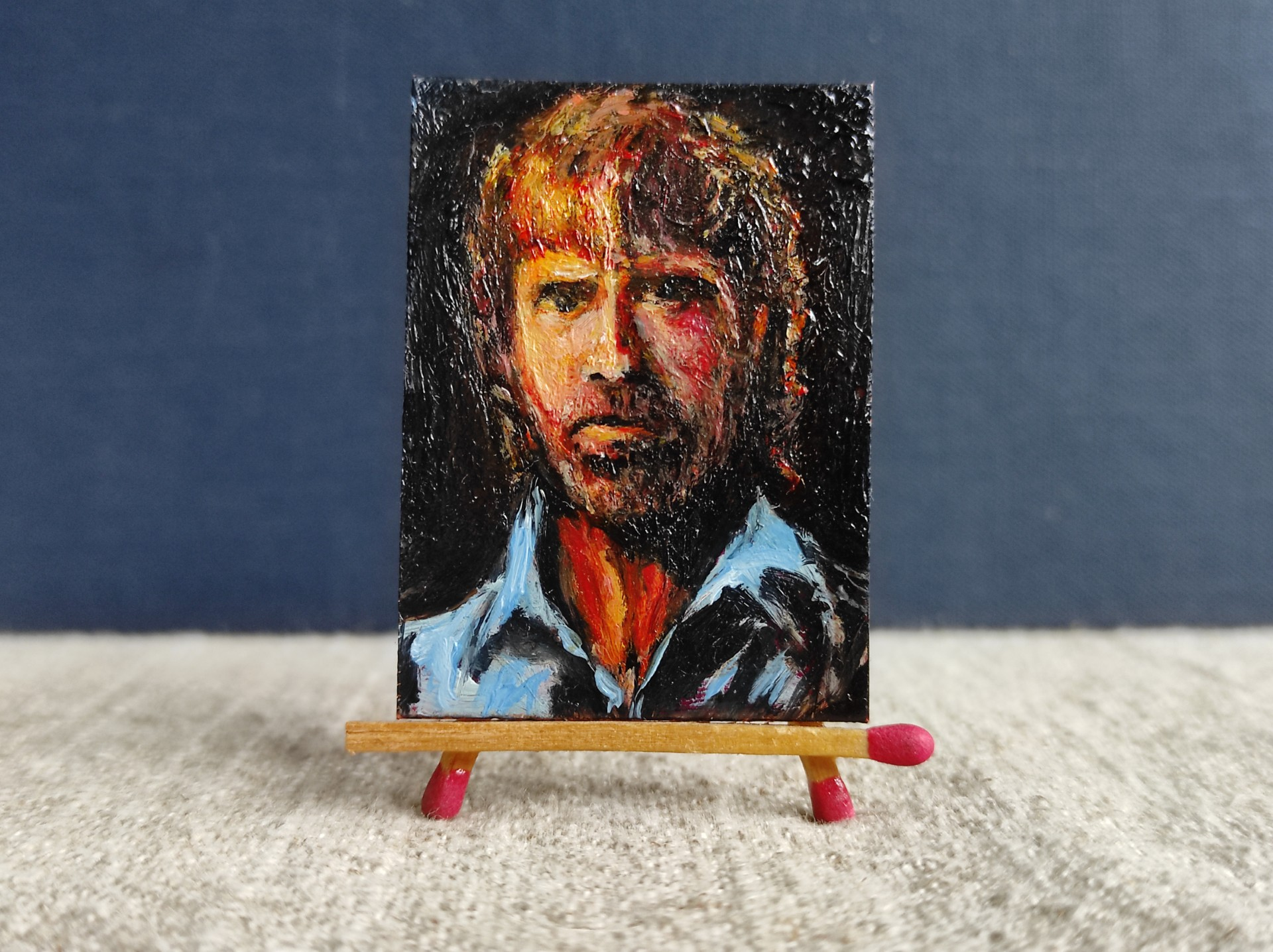
Chuck Norris par Paweł Brodzisz au Musée miniature de l'art professionnel Henri Jan Dominiak à Tychy, miniature, huile sur le cuivre,

Carlos Ray Norris, dit Chuck Norris, est un artiste martial et acteur américain né le 10 mars 1940 à Ryan (Oklahoma), ceinture noire de tangsudo, jiu-jitsu brésilien et judo.
Après avoir servi dans l'US Air Force, il remporte de nombreux championnats d'arts martiaux et fonde sa propre discipline, le Chun Kuk Do. Il entraîne ensuite des célébrités à Hollywood. Son ami et collègue artiste martial Bruce Lee l'invite à jouer l'un des principaux méchants dans La Fureur du dragon (1972). Le cinéma devient progressivement son activité première et il tient le rôle principal dans le film d'action Les Casseurs (1977), qui est un succès commercial. Son deuxième rôle principal, Le Commando des tigres noirs (1978), est également un succès et Chuck Norris devient rapidement une star du cinéma d'action.
Il enchaine ensuite avec une série de films d'action indépendants, tels que Force One (1979), La Fureur du juste (1980), ou Dent pour dent (1981), qui font de lui une célébrité internationale. Il travaille ensuite sur des films avec de grands studios, comme Horreur dans la ville (1982) avec Columbia, L'Exécuteur de Hong Kong (1982) avec Metro-Goldwyn-Mayer, et Œil pour œil (1983) avec Orion. Il travaille ensuite presque exclusivement avec Cannon Films dont il est la star principale dans les années 1980. Ces films comprennent Portés disparus (1984), Invasion USA (1985), Delta Force (1986) et Le Temple d'or (1986), entre autres. En dehors de la Cannon, il joue aussi dans Sale temps pour un flic (1985), qui est considéré comme l'un de ses meilleurs films. Dans les années 1990, il tient le rôle-titre de la série télévisée Walker, Texas Ranger de 1993 à 2001. Jusqu'en 2006, il continue à jouer des rôles principaux dans des films d'action, notamment Delta Force 2 (1990), L'Arme secrète (1991), Sidekicks (1992), L'Esprit de la forêt (1996), et L'Homme du président (2000) et sa suite (2002). Sa plus récente apparition au cinéma à ce jour est dans Expendables 2 : Unité spéciale (2012).
Il est également un écrivain réputé, ayant écrit des livres sur les arts martiaux, les exercices physiques, la philosophie, la politique, le christianisme, des fictions western (en), et des biographies. Il est deux fois auteur à succès du New York Times, d'abord avec un livre sur sa philosophie personnelle de la force positive et la psychologie du développement personnel basé sur des anecdotes personnelles intitulé The Secret of Inner Strength: My Story (1988). Son deuxième best-seller est Black Belt Patriotism: How to Reawaken America (en) (2008), qui porte sur sa critique des problèmes actuels aux États-Unis. Norris apparaît également dans plusieurs publicités, étant notamment l'un des principaux porte-parole des infopublicités de Total Gym (en).
En 2005, il acquiert une nouvelle renommée avec les Chuck Norris Facts qui deviennent des mèmes sur Internet, plaisantant sur ses soi-disant exploits de force et d'endurance, souvent absurdes. Bien que Norris lui-même n'en soit pas à l'origine, il en joue et apparaît dans de nombreuses publicités qui s'appuient sur ces anecdotes. Le phénomène donne lieu à six livres (dont deux best-sellers), deux jeux vidéo et plusieurs apparitions dans des talk-shows, comme le Late Night with Conan O'Brien, dans lesquels il fait preuve d'auto-dérision et participe à des sketchs.

## Biographie

### Jeunesse
Natif de l'Oklahoma, Carlos Ray Norris a deux frères cadets dont l'un est le producteur hollywoodien Aaron Norris. Ses parents sont de souche amérindienne (cherokee) et irlandaise.
Ses parents divorcent alors qu'il a 16 ans et il déménage en Californie avec sa mère et ses frères. Il finit ses études au lycée. Après son mariage, il rejoint l'US Air Force et il est envoyé faire son service militaire à la base d'Osan, en Corée du Sud. Il y acquiert le surnom de Chuck et commence à apprendre le tangsudo.
Il retourne ensuite aux États-Unis, dans la base de March, en Californie. Il quitte l'armée en août 1962.
À son retour, il travaille pour la société Northrop Grumman et ouvre une école de karaté fréquentée par de nombreuses célébrités, dont Steve McQueen.

### Arts martiaux
En 1968, Chuck Norris devient champion de karaté dans la catégorie poids moyen de la Professional Middleweight Karate championship, et en 1969, il remporte la « triple couronne » en karaté pour le record des tournois remportés dans l'année et le titre de combattant de l'année, décerné par le magazine Black Belt[réf. souhaitée]. Il est champion du monde des poids moyens de 1968 à 1974 sans toutefois que ces titres soient acquis dans le cadre d'un championnat organisé par la fédération internationale de Karaté.
Il possède une ceinture noire en tangsudo et taekwondo, et pratique également le judo et le ju-jitsu. Il est le fondateur de l'école chun kuk do (La voie universelle) et de l'United Fighting Arts Federation (en) (UFAF).
En 1994, au cours des Survivor Series (un pay-per-view de la WWE), il arbitre un Special Guest Referee Casket Match entre les catcheurs The Undertaker et Yokozuna.
En 1997, il obtient un 8e dan (degré) en taekwondo, qui en comporte 10. Cette distinction le hisse au rang de grand maître. Il est un des premiers occidentaux à qui elle a été attribuée. Ceci reste cependant à être validé. Selon la base de données du Kukkiwon (seul organisme habilité à effectuer les passages de grades de 8e dan et plus), le dernier dan en taekwondo obtenue par Chuck Norris est le 6e, le 22 novembre 1976.  De plus, le grade de dixième dan en taekwondo est accordé à titre honorifique de manière très exceptionnelle, et ce à titre posthume.[réf. souhaitée]

### Carrière cinématographique et télévisuelle
C'est en 1968 que Chuck Norris débute au cinéma, en tenant un petit rôle dans Matt Helm règle son comte. En 1970, son plus jeune frère Weiland meurt au Viêt Nam : Chuck lui dédiera plus tard son film Portés disparus (1984).
En 1972, alors qu'il est toujours champion du monde de karaté en titre, il tient son premier rôle important au cinéma en interprétant, dans La Fureur du dragon, l'artiste martial qu'affronte Bruce Lee lors du combat final ; grâce à cette scène finale dans le Colisée, il se fait connaître du grand public. En 1974, l'acteur Steve McQueen l'encourage à prendre des cours d'art dramatique au MGM Studio sous la férule de Jonathan Harris.

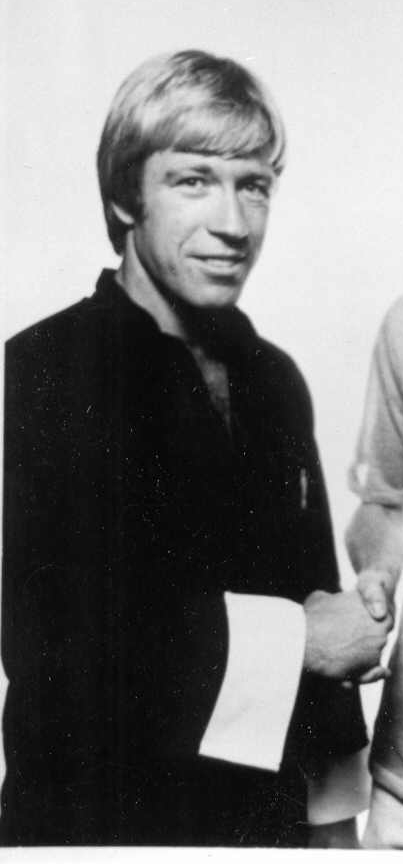
Chuck Norris en 1976.

Il tient son premier rôle principal en 1977, dans le film Les Casseurs. Il devient alors une vedette à part entière du cinéma d'action, enchaînant les films avec des titres comme Le Commando des tigres noirs, La Fureur du juste, Dent pour dent, Œil pour œil, Portés disparus, Invasion USA, ou encore Delta Force.
En 1984, il refusa de jouer dans Karaté Kid, pour ne pas être associé à l’image négative du karaté prônée par le personnage du méchant karatéka John Kreese, celui qui dirige la salle de karaté Cobra Kai.
À la fin des années 1980, l'acteur ne remplit plus autant les salles, et son producteur principal Cannon Group, à l'origine de ses films, est racheté par la MGM après sa banqueroute. Il se tourne alors vers la télévision en se lançant en 1993 dans la série Walker, Texas Ranger. Cette série est un succès : elle compte huit saisons et continue d'être diffusée sur de très nombreuses chaînes à travers le monde.
En 2011, il tourne au cinéma dans le film Expendables 2 : Unité spéciale (The Expendables 2), sorti le 22 août 2012.
En 2020 il accepta de tourner une scène dans le dernier épisode de la série Hawaii 5-0 où il interprète un ancien militaire à la retraite

### Engagements
En 1990, Norris crée l'association « Kick Drugs Out of America », renommée depuis « Kick Start ».
En novembre 2006, il se rend en Irak pour soutenir les troupes américaines.

### Vie privée
En 1958, Chuck Norris se marie à l'âge de 18 ans avec sa petite amie, Diane Holechek avec laquelle il a deux fils : Mike né en 1962 et Eric né en 1965. Le couple divorce en 1989. D’une liaison extra-conjugale naît en 1963 une fille, Dina DiCioli ; il l'a découvert lorsque Dina, âgée de 26 ans, lui a écrit, affirmant être sa fille biologique. L'acteur se remarie, en 1998, avec l'ancien mannequin Gena O'Kelley de 23 ans sa cadette, ils ont des jumeaux nés en 2001 : Dakota Alan, un garçon, et Danilee Kelly, une fille.
En 1964, il fait la connaissance de Bruce Lee lors d'une démonstration de karaté à Long Beach.
Le 16 juillet 2017, il est victime de deux infarctus dans un intervalle de 45 minutes après avoir assisté au Championnat mondial de la Fédération des arts martiaux unis. Il est transporté vers un hôpital de Las Vegas, son lieu de résidence, puis à Reno, où il est pris en charge après son deuxième arrêt cardiaque,.
Il est chrétien baptiste et membre de la Prestonwood Baptist Church (Southern Baptist Convention) à Dallas. Chuck Norris est grand-père de treize petits-enfants.

## Chuck Norris Facts

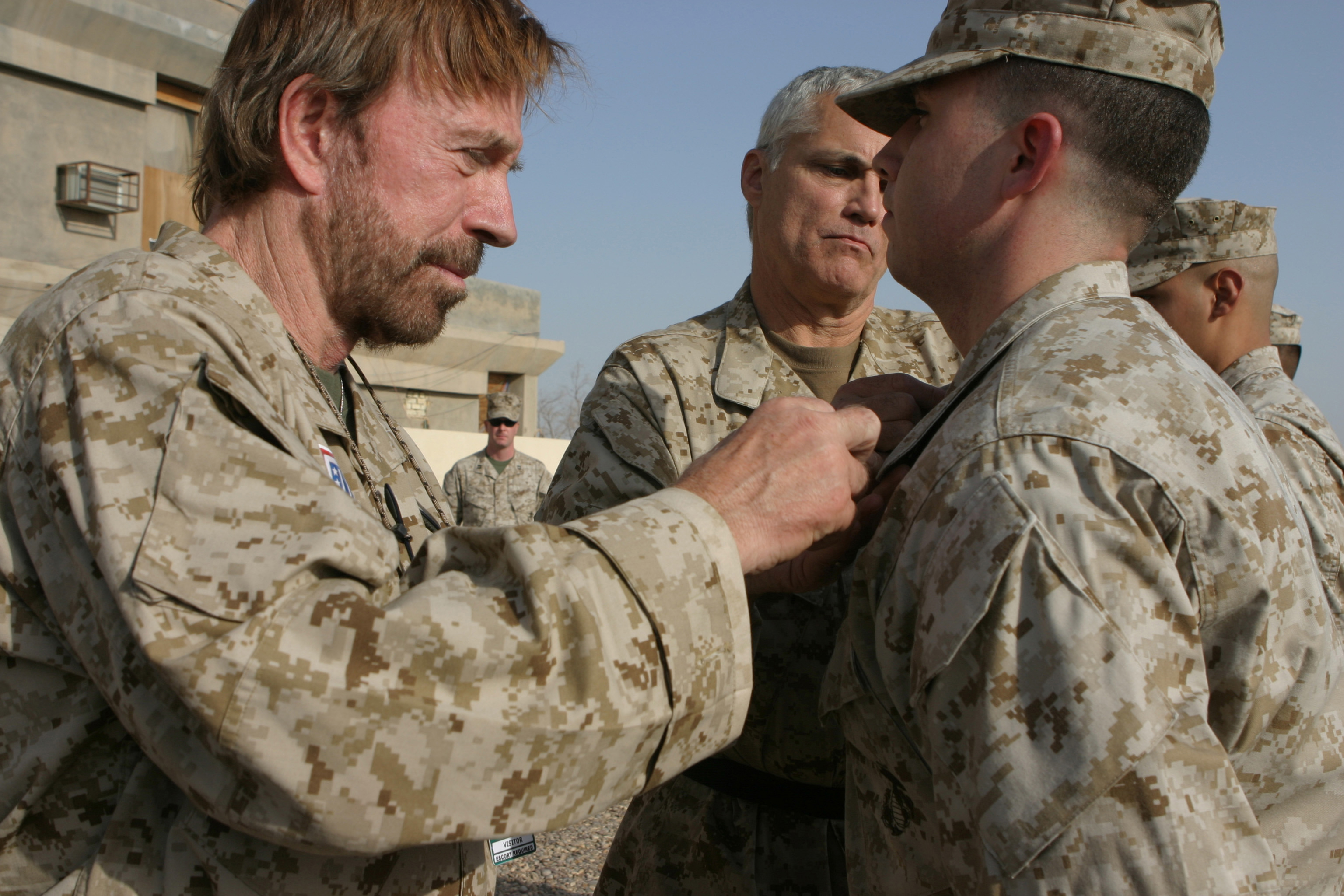
Chuck Norris fact : George W. Bush a menti à propos des armes de destruction massive en Irak. La seule qui se soit jamais trouvée là-bas, c’est Chuck Norris quand il a visité le pays (ici en 2006).

Chuck Norris est devenu malgré lui un mème sur Internet. De très nombreux aphorismes humoristiques, les « Chuck Norris Facts » lui attribuent en effet des qualités surhumaines (par exemple : « Chuck Norris ne porte pas de montre. Il décide de l’heure qu’il est. »), caricaturant les héros forts et virils qu'il a interprétés au cinéma et à la télévision, notamment dans la série télévisée Walker, Texas Ranger.
Ces courts énoncés de ses hauts faits vont même jusqu'à présenter comme évidente la supériorité de Chuck Norris sur Dieu (par exemple : « Dieu a dit : "Que la lumière soit !" et Chuck Norris a répondu : "On dit : s'il vous plaît !" »). Les thèmes abordés sont très variés, et certains ensembles de facts font référence à des connaissances pointues, ayant généralement été conçus par des étudiants spécialisés dans la discipline correspondante.
L'intéressé a pris ce phénomène avec humour, s'amusant à lire lui-même quelques-uns des aphorismes les plus connus dans des émissions de télévision (son préféré étant : « On a voulu sculpter le visage de Chuck Norris sur le Mont Rushmore, mais le granit n'était pas assez dur pour faire sa barbe »).
Par ailleurs, il est fait référence aux Chuck Norris facts dans le film The Expendables 2 : lors de sa scène d'introduction, son personnage — qui emprunte d'ailleurs à son alter-ego mémétique son aura d'invraisemblable invincibilité — explique que, certes, il a été mordu par un cobra, mais qu'après « cinq jours d'atroces souffrances... le cobra est mort. »
En 2008, lors de la présentation de sa candidature à l'investiture républicaine, l'homme politique américain Mike Huckabee s'est appuyé sur ces aphorismes pour présenter son programme, et a également reçu le soutien direct de Chuck Norris.
En 2011, la société Blizzard Entertainment lance une campagne de publicité pour le jeu vidéo World of Warcraft, faisant notamment apparaître Chuck Norris et ces aphorismes dans un des clips.

## Positions politiques

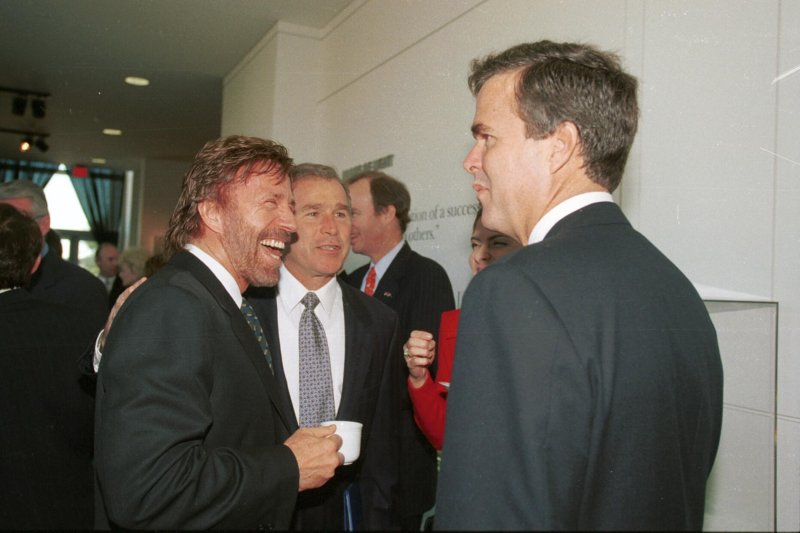
Chuck Norris en compagnie de George W. et Jeb Bush, le 6 novembre 1997.

Engagé à droite, Chuck Norris soutient activement le Parti républicain, et a versé plus de 32 000 dollars pour soutenir ses candidats. Il milite par ailleurs en faveur du port d'armes, ayant participé à des campagnes publicitaires de la NRA.
Lors de la primaire du Parti républicain en vue de l'élection présidentielle de 2008, il apporte son soutien à Mike Huckabee. Lors de l'élection de 2012, il soutient d’abord Ron Paul puis Newt Gingrich, avant de soutenir le candidat officiel Mitt Romney, notamment en enregistrant un clip vidéo destiné à encourager les Américains à voter contre Barack Obama. Lors de la présidentielle 2016, il soutient Donald Trump,.
Par ailleurs, en 2015, il exprime son soutien au premier ministre israélien Benyamin Netanyahou, qualifiant ce dernier de seul leader « à se dresser contre les forces diaboliques qui menacent Israël et les États-Unis ».

## Filmographie

### Cinéma

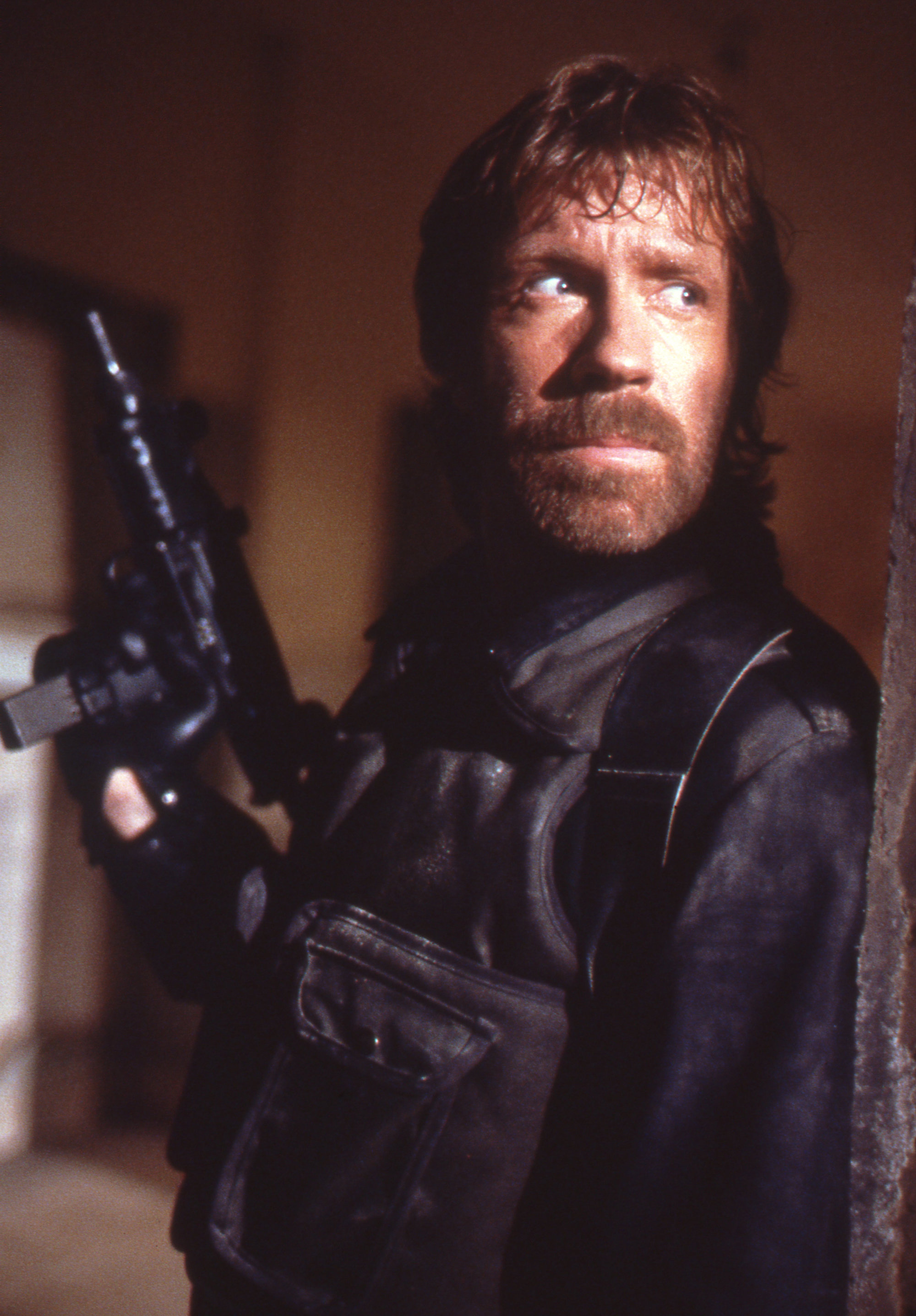
Chuck Norris dans Delta Force (1986).

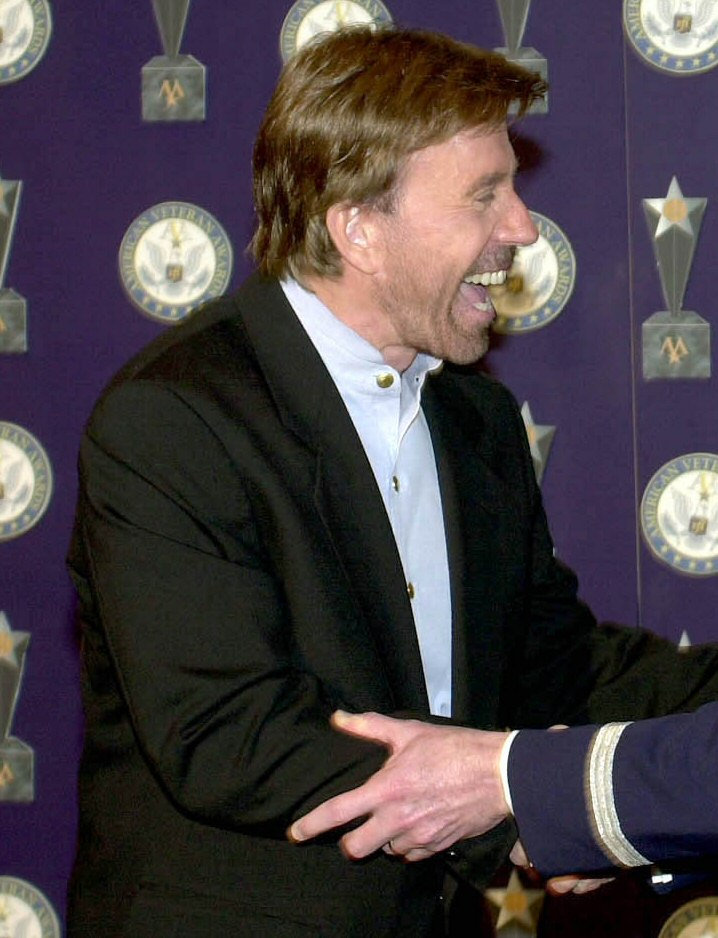
Chuck Norris recevant le prix de « Veteran of the Year » de l'US Air Force en 2001.

- 1968 : Matt Helm règle son compte (The Wrecking Crew), de Phil Karlson : Garth
- 1972 : La Fureur du dragon (Meng long guojiang), de Bruce Lee : Colt
- 1973 : The Student Teachers, de Jonathan Kaplan : l'expert en karaté
- 1974 : Massacre à San Francisco (Slaughter in San Francisco), de Lo Wei : Chuck Slaughter
- 1977 : Les Casseurs ou Truck, le justicier des routes ou Driver! (Breaker! Breaker!), de Don Hulette : John David « J.D. » Dawes
- 1978 : Le Commando des tigres noirs (Good Guys Wear Black), de Ted Post : John T. Booker
- 1979 : Force One (A Force of One), de Paul Aaron : Matt Logan
- 1980 : La Fureur du juste (The Octagon), de Eric Karson : Scott James
- 1981 : Dent pour dent (An Eye for an Eye), de Steve Carver : Sean Kane
- 1982 : Horreur dans la ville (Silent Rage), de Michael Miller : Dan Stevens
- 1982 : L'Exécuteur de Hong Kong (Forced Vengeance), de James Fargo : Josh Randall
- 1983 : Œil pour œil (Lone Wolf McQuade), de Steve Carver : J.J. McQuade
- 1984 : Portés disparus (Missing in Action), de Joseph Zito : James Braddock
- 1985 : Portés disparus 2 (Missing in Action 2: The Beginning), de Lance Hool : James Braddock
- 1985 : Sale temps pour un flic (Code of Silence), de Andrew Davis : Eddie Cusack
- 1985 : Invasion U.S.A., de Joseph Zito : Matt Hunter
- 1986 : Delta Force (The Delta Force), de Menahem Golan : Scott McCoy
- 1986 : Le Temple d'or (Firewalker), de J. Lee Thompson : Max Donigan
- 1988 : Braddock Portés disparus 3 (Braddock: Missing in Action III), d'Aaron Norris : James Braddock
- 1988 : Héros (Hero and the Terror), de William Tannen : Danny O'Brien
- 1990 : Delta Force 2 (Delta Force 2: The Colombian Connection), d'Aaron Norris : Scott McCoy
- 1991 : L'Arme secrète (The Hitman), d'Aaron Norris : Garrett/Grogan
- 1992 : Sidekicks d'Aaron Norris : lui-même
- 1994 : Walker Texas Ranger 3: Deadly Reunion, de Michael Preece : Cordell Walker
- 1994 : Face a l'enfer (Hellbound), d'Aaron Norris : Frank Shatter
- 1995 : Top Dog, d'Aaron Norris : Jack Wilder
- 1996 : L'Esprit de la forêt (Forest Warrior), d'Aaron Norris : Jeremiah McKenna
- 1998 : La Colère du tueur, d'Aaron Norris : Jake Fallon
- 2003 : Bells of Innocence (en), de Ali Bijan : Jux Jonas
- 2004 : Dodgeball ! Même pas mal !, de Rawson Marshall Thurber : lui-même
- 2005 : Le Sang du diamant, de William Tannen : John Shepherd
- 2012 : Expendables 2 : Unité spéciale de Simon West : Booker
- 2024 : Agent Recon de Derek Ting : Alastair
- 2024 : Zombie Plane de Lav Bodnaruk et Michael Mier : lui-même

### Télévision
- 1993 - 2001 : Walker, Texas Ranger (Walker, Texas Ranger), de Christopher Canaan, Leslie Greif et Paul Haggis (série) : Cordell Walker
- 1993 : Wind in the Wire : lui-même
- 1998 : La Colère du tueur (Logan's War: Bound by Honor), de Michael Preece : Jake Fallon
- 1999 : Le Successeur (Sons of Thunder) : Cordell Walker
- 2000 : L'Homme du président (The President's Man), de Eric Norris et Michael Preece : Joshua McCord
- 2000 : Le Flic de Shanghaï (Martial Law) : Cordell Walker
- 2002 : Action Force (The President's Man: A Line in the Sand), de Eric Norris : Joshua McCord
- 2003 : Oui, chérie ! (série) saison 4, 1 épisode : lui-même
- 2005 : Walker, Texas Ranger : La Machination (Walker, Texas Ranger: Trial by Fire), de Aaron Norris : Cordell Walker
- 2015 : Les Goldberg (épisode « Boy Barry ») : lui-même (voix)
- 2017 : campagne de publicité pour la marque Fiat[19],[20].
- 2020 : Hawaï 5-0 (saison 10, épisode 21) : le sergent major Lee Phillips

### Série télévisée d’animation
1986 : Karate Kommandos (en) (ou Chuck Norris: Karate Kommandos) : lui-même (voix)

## Voix françaises
En France, Bernard Tiphaine (décédé en octobre 2021) fut la voix française régulière de Chuck Norris jusqu'à sa retraite cinématographique en 2012.